# چیرینکوتان
چیرینکوتان (انگلیسی: Chirinkotan) یک جزیره آتشفشانی در جزایر کوریل کشور روسیه است.